# Sokolík obojkový
Sokolík obojkový (Microhierax caerulescens), též sokolík bělokrký, je malý druh sokolovitého ptáka, který se přirozeně vyskytuje na Indickém subkontinentu a v jihovýchodní Asii.

## Systematika
První Evropan, který se o druhu zmiňoval, byl „otec britské ornitologie“ George Edwards. Edwards v roce 1750 o druhu psal jako o „malém černě a oranžově zbarveném indickém jestřábu“ a pořídil i barevnou ilustraci druhu. Edwards svůj popis založil na exempláři z Bengálska, který byl zaslán tehdejšímu královskému lékaři, Dr. Meadovi. První formální popis se nicméně přisuzuje až švédskému přírodovědci Carlu Linnému, který publikoval popis druhu ve svém přelomovém 10. vydání Systema Naturae z roku 1758. Linné druh popsal na základě Edwardsovy ilustrace a druh pojmenoval jako Falco cærulescens. Když v roce 1874 anglický přírodovědec Richard Bowdler Sharpe vytvořil rod Microhierax (z řeckého μικρόσ ἱεραξ = „drobný jestřáb“), zařadil do tohoto rodu i sokolíka obojkového, čímž vzniklo nynější vědecké pojmenování Microhierax caerulescens. Nejbližším příbuzným (sesterským taxonem) druhu je sokolík zakrslý (Microhierax fringillarius).
Rozlišují se dva poddruhy:
- M. c. caerulescens (Linnaeus, 1758) – rozšířen v Nepálu a severní Indii
- M. c. burmanicus Swann, 1920 – rozsáhlý areál výskytu sahá od Myanmaru po Indočínu

Vybraná dobová vyobrazení
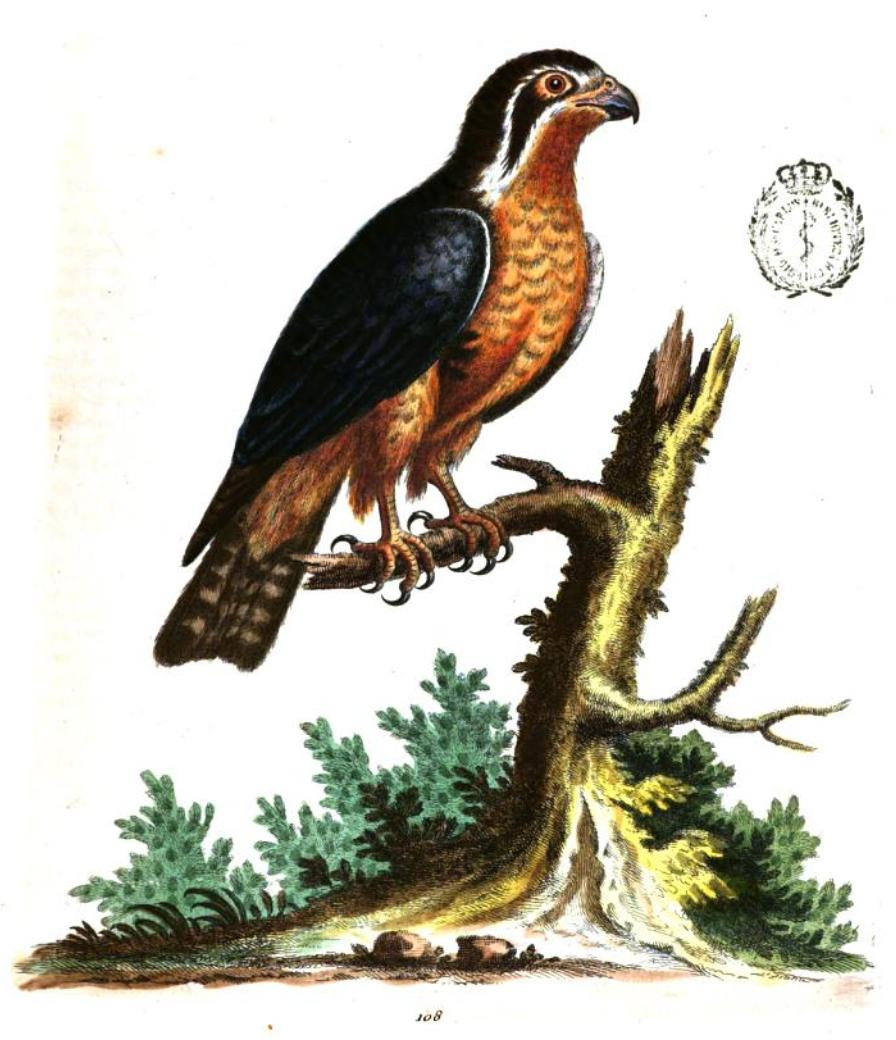
George Edwards, 1750
Jean-Baptiste Huet (18. či 19. století)
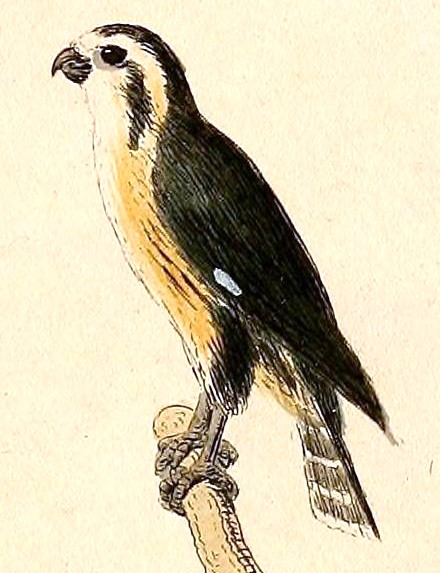
Heinrich von Kittlitz, 1832
Paul Louis Oudart (mezi 1825–1834)

## Popis

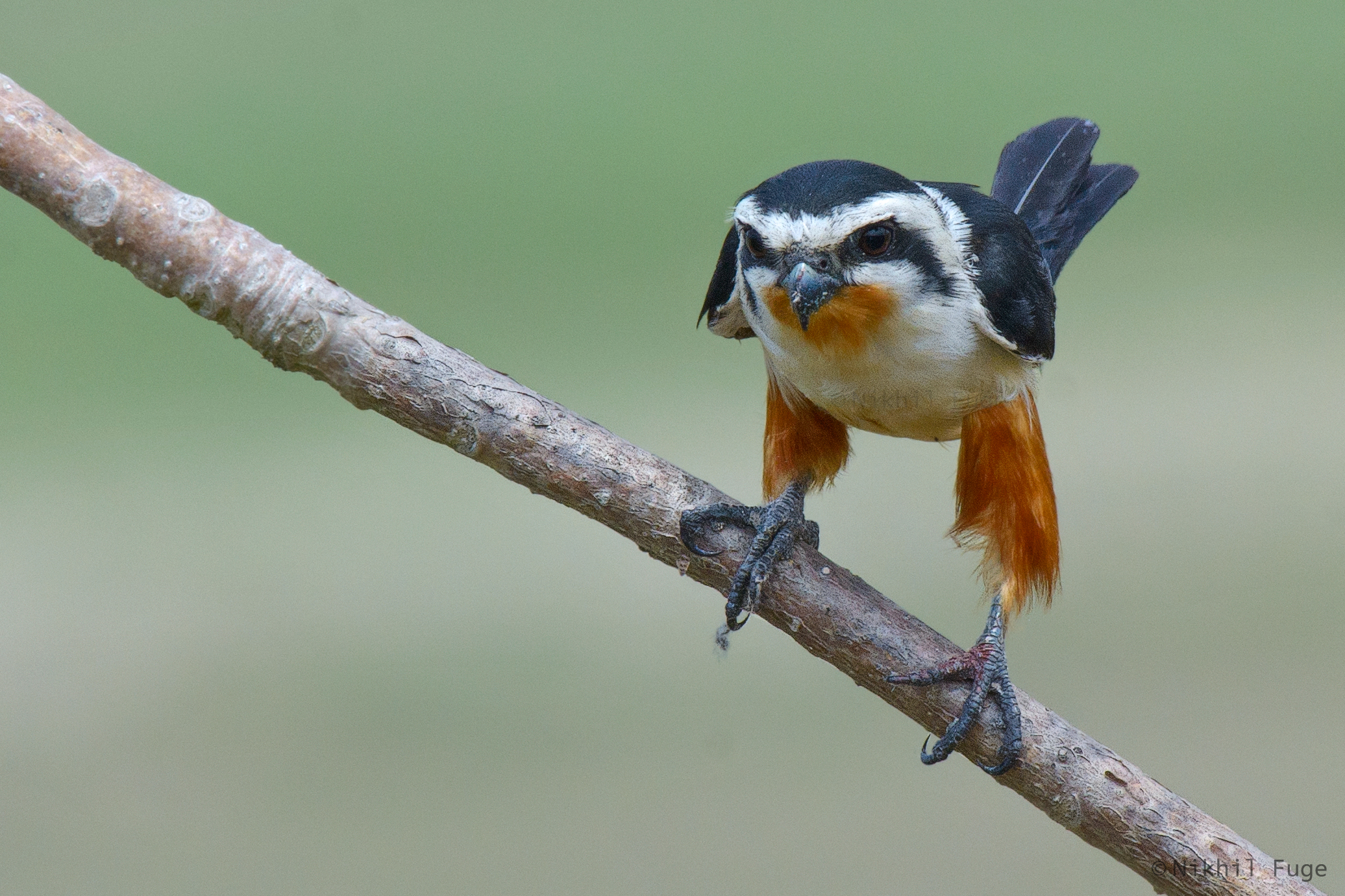
Sokolík obojkový s výraznými červenohnědými stehny

Sokolík obojkový je velmi malý dravý pták, který obrysem těla velmi připomíná ťuhýkovité ptáky. Zobák je krátký a hákovitě zahnutý, křídla relativně krátká, nohy s pařáty jsou vzhledem k velikosti sokolíka dosti mohutné. Sokolík dosahuje délky 14–17 cm.
Čelo, obočí a límec jsou jasně bílé, což kontrastuje s černým pruhem přes oko, který začíná před okem a za okem se stáčí dolů směrem k bočním stranám krku. Svrchní část těla je jinak černá s jemným odleskem u dospělých jedinců. Hrdlo, stehna a břicho jsou červenohnědé. Hruď, kde zasahuje bílý límec, je spíše do bíla. Ocas je na svrchní i spodní straně černý, spodní strana má ve střední části ocasu 4 bílé příčné pruhy. Spodní strana křídel je převážně bílá, avšak po spodní hraně se táhne černá linka, které předchází několik podélných tmavých přerušovaných proužků. Nohy jsou černé. Podobně jako u ostatních druhů z rodu Microhierax, pohlavní dimorfismus v opeření i velikosti je nevýrazný. Samice jsou v průměru o 8 % (maximálně o 20 %) větší než samci.

## Biologie

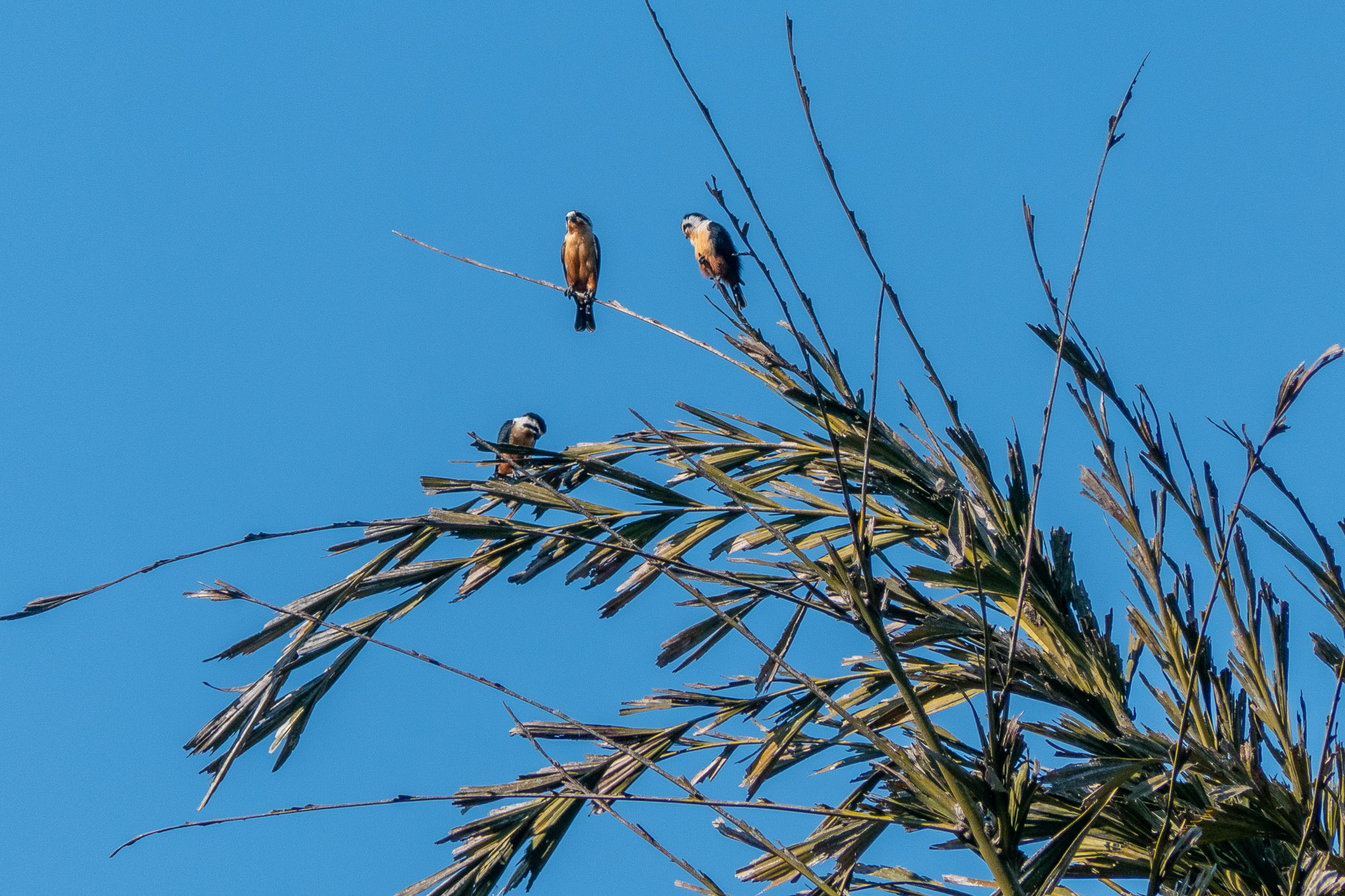
Skupinka sokolíků obojkových

Živí se hlavně hmyzem jako jsou denní a noční motýli, vážky, brouci a rovnokřídlí. Občas uloví i malého ptáka, výjimečně i malé plazy nebo savce. Loví za letu; kořist si vyhlédne ze svého bidla umístěného typicky ve střední části stromového baldachýnu, někdy i níže jen 1–2 m nad zemí. Jakmile spatří kořist, vydá se za ni rychlým letem, a po jejím ulovení se vrátí na to samé či jiné bidlo, odkud pokračuje v bedlivém pozorování okolí. Někdy kořist sbírá za letu přímo z vegetace, spíše vzácněji i ze země.

### Hnízdění
K hnízdění dochází mezi únorem a květnem. Zahnizďuje většinou ve opuštěných dutinových hnízdech datlů a vousáků ve výšce 6 a více metrů na zemí. Hnízda bývají v uschlých, výjimečněji v živých stromech. Hnízdo si nestaví a samice klade 4–5 vajec přímo na dno dutiny. Sokolíci obojkoví patrně mají kooperativní skupinovou mateřskou péči, kdy více jedinců (samců i samic) poskytuje ptáčatům na hnízdě potřebnou mateřskou péči.

## Rozšíření a populace
Sokolík obojkový se přirozeně vyskytuje v himálajském předhůří (severní Indie, jižní Nepál, Bhútán) a pak dále ve velkém areálu zahrnující oblast Barmy, Thajska (jen severní část, nevyskytuje se na poloostrovní části), Laosu (střední a jižní části), Kambodži (hlavně sever) a Vietnamu. Jedná se převážně o stálý druh, i když patrně část himálajské populace se stahuje na zimu do nižších poloh. Obývá hlavně otevřené opadavé lesy, paseky a okraje stálezelných lesů, nejčastěji v polohách mezi 200–800 m n. m., zaznamenán však byl i ve 2000 m n. m.
Mezinárodní svaz ochrany přírody považuje populaci druhu za stabilní a druh proto hodnotí jako málo dotčený. Celková populace se odhaduje v desítkách tisíc jedinců.